# Marie Bellina
Marie Bellina (* 1. Oktober 2008) ist eine österreichische Unihockeyspielerin, die seit 2022 für KAC Floorball in der Bundesliga spielt.

## Vereinskarriere
Im Alter von acht Jahren schloss sich Marie Bellina den Floorball Bandyts in ihrer Heimatstadt Klagenfurt an, sie spielte dort zunächst für die Juniorenteams der Altersklassen U11 bis U13. Doch schon zwei Jahre machte sie mit so starken Leistungen auf sich aufmerksam, dass sie in der U14 der Männer sowie der U16 der Frauen zum Einsatz kam und auch einige Tore erzielte. Die Saison 2020/21 fiel der Corona-Pandemie in weiten Teilen zum Opfer, doch Marie Bellina setzte ihre Entwicklung auch unter schwierigen Bedingungen fort. Als im Herbst 2021 der Ligabetrieb wieder startete, meldeten die Bandyts keine einzige Jugendmannschaft mehr, sondern nur noch das Frauen-Bundesligateam. In diesem debütierte sie am 8. Januar 2022 bei der 5:8-Niederlage gegen den FBC Dragons und erzielte mit dem zwischenzeitlichen 2:1-Führungstreffer auch gleich ihr erstes Tor. Am Ende schloss die Mannschaft der Bandyts die Saison dennoch als siegloses Tabellenschlusslicht ab.
Als die Bandyts im Sommer 2022 endgültig den Spielbetrieb einstellten, wechselte Bellina gemeinsam mit dem damaligen Bandyts-Teammanager Erich Guggi innerhalb der Stadt Klagenfurt zum KAC Floorball, der erstmals seit 2018 wieder eine Mannschaft zur Frauen-Bundesliga anmeldete. Hier etablierte sie sich in einem jungen Team schnell als Leistungsträgerin. 2022/23 scheiterten die KAC-Damen noch im Halbfinale, doch 2023/24 war die Meisterschaft zum Greifen nahe. Nach einem Halbfinalerfolg gegen den FBC Dragons ging es in der Finalserie gegen die SPG HSI/Wikings. Doch trotz einer 3:1-Führung und dem späteren Ausgleichstreffer von Marie Bellina zum 4:4 ging das erste Spiel mit 4:5 verloren. Im Rückspiel holte der KAC zwar einen 0:2-Rückstand auf, verlor aber letztlich im Penaltyschießen und wurde Vizemeister. Die Saison 2024/25 lief jedoch wieder schlechter, mit nur einem einzigen Sieg (3:1 gegen die FSG Rum/Linz) rettete sich der KAC als Vierter noch in die Playoffs. Trotz der schwachen Teamleistung schaffte es Bellina nach dem Grunddurchgang mit neun Toren und vier Assists auf Platz sechs der Scorerliste und war damit die erfolgreichste Spielerin ihres Teams.

## Mehrfache Juniorenmeisterin
Noch erfolgreicher verlief die Karriere von Marie Bellina mit den Juniorenteams des KAC. In der Saison 2022/23 gewann sie mit ihrem Team die österreichische U19-Meisterschaft der Frauen. In der Saison 2023/24 konnte der KAC den Titel erfolgreich verteidigen. Mit elf Punkten wurde Bellina zudem beste Scorerin der Liga.
In der Saison 2022/23 wurde Bellina mit dem U14-Team der Männer auf dem Großfeld ebenfalls österreichischer Meister.

## U19-Nationalmannschaft
Im November 2024 wurde Marie Bellina erstmals ins Trainingslager der österreichischen U19-Nationalmannschaft eingeladen.

## Titelgewinne
- Österreichischer U19-Meister der Frauen: 2023, 2024
- Österreichischer U14-Meister (Großfeld): 2023

## Persönliche Auszeichnungen
Im Dezember 2024 sowie im Februar 2024 wurde Marie Bellina vereinsintern als Spielerin des Monats ausgezeichnet.

## Rekorde
Marie Bellina ist die zweitjüngste Torschützin in der Geschichte der österreichischen Bundesliga. Ihr erstes Tor erzielt sie im Spiel der Bandyts Klagenfurt gegen den FBC Dragons am 8. Januar 2022. Sie war dabei 13 Jahre und 99 Tage alt.